# Syméon de Taibouteh
Pour les articles homonymes, voir Syméon (homonymie).
Syméon de Taibouteh est un moine syriaque, ascète, auteur spirituel, qui a vécu au VIIe siècle, au sud-est de l'Irak actuel, dans la proximité d'Isaac de Ninive avec qui existaient de fortes relations.

## Biographie
Le peu que nous connaissons de Syméon de Taibouteh, on le doit à deux chroniqueurs syriaques qui lui sont postérieurs de plusieurs siècles : Bar Hebraeus et Abdisho Bar Brika  (mort en 1318). Le premier le décrit dans sa Chronique ecclésiastique comme un « très bon médecin, aimant beaucoup la vie monastique ». Il le situe sous l’épiscopat du Catholicos Henanisho (685-699), ce qui place son existence à la fin du VIIe siècle. Le second ajoute quelques précisions sur son œuvre : « Syméon de Taibouteh a écrit un livre sur la conduite monastique, un autre sur la médecine, et un commentaire des mystères de la cellule ».

## Pensée
L’œuvre connue de Syméon est marquée par sa grande insistance sur ce qu’il appelle « l’économie de la Grâce », et le rôle décisif de celle-ci dans l’expérience du moine, à côté de la nécessaire ascèse. Le vocable Taibouteh, accolé à son nom, signifie d'ailleurs en syriaque « de la grâce ».
Il est aussi connu pour avoir développé le thème du « sacerdoce caché de la prière ». Syméon considère en effet que l'Esprit saint qui habite en l'homme officie en tant que prêtre au-dedans de lui. En son cœur se trouve un sanctuaire où tout chrétien célèbre la prière intérieure.